# Schweiz (Schiff, 1867)

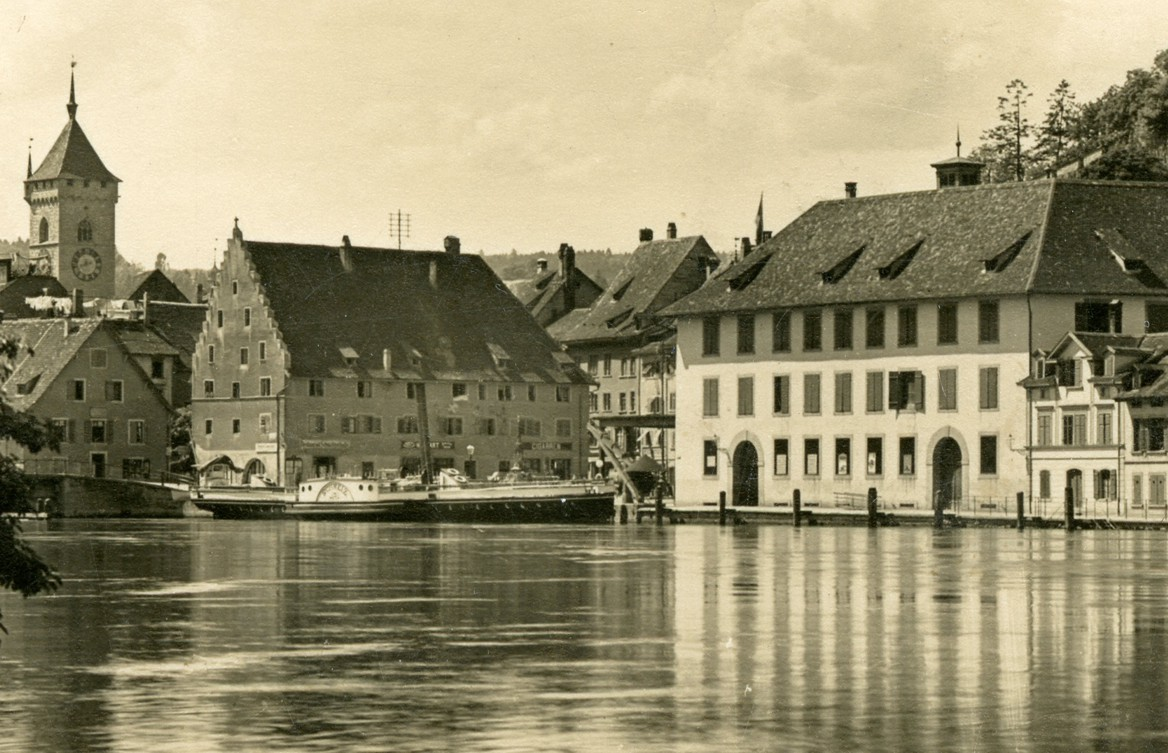
Die Schweiz um etwa 1920 in Schaffhausen

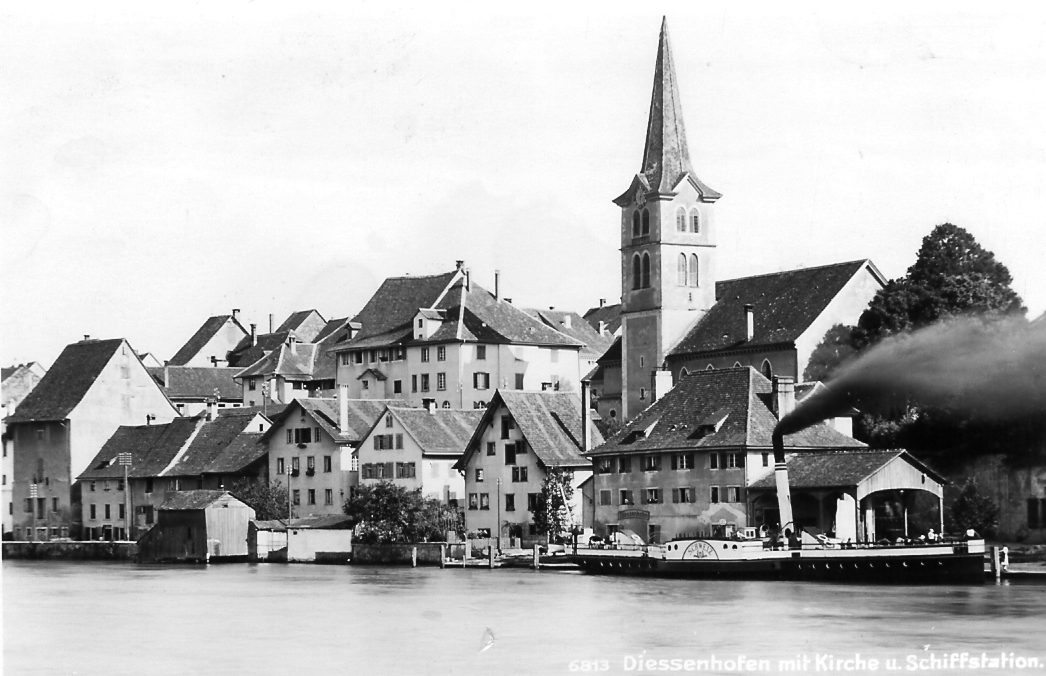
Das GD Schweiz ebenfalls um etwa 1920 in Diessenhofen

Die Schweiz war ein Schaufelraddampfer der Schweizerischen Dampfbootgesellschaft für den Untersee und Rhein. Der 1867 in Dienst gestellte Glattdeckdampfer war das erste Schiff, das die Gebrüder Sulzer für den Bodensee bauten. Er verkehrte auf der Strecke von Schaffhausen nach Konstanz, Heimathafen war Schaffhausen.
Das GD Schweiz rammte am 29. November 1875 und 1878 die Brücke in Stein am Rhein und wurde am 12. Juli 1903 gegen die Rheinbrücke Schaffhausen getrieben.
Die Schweiz wurde ebenso wie die Neptun 1939 ausser Dienst gestellt und abgebrochen.